# Klaatu
Klaatu war eine kanadische Progressive-Rock-Gruppe, die von 1975 bis 1981 aktiv war. Sie wurde von den drei Musikern John Woloschuk, Dee Long und Terry Draper in Toronto gegründet. Aufsehen erregte die Band zunächst vor allem durch das Gerücht, es handele sich bei Klaatu um eine heimliche Wiedervereinigung der Beatles. Die Verkaufszahlen des ersten Albums waren dementsprechend. In den sechs Jahren ihres Bestehens veröffentlichte die Gruppe fünf Alben. Die wahre Identität der Musiker wurde erst 1980, mit Erscheinen ihres vierten Albums, bekannt gegeben.

## Geschichte

### Entstehung
Die kanadischen Musiker Dee Long und Terry Draper kannten sich seit 1968, wo sie in verschiedenen Schulbands spielten. Alle drei Musiker spielten 1971 zum ersten Mal gemeinsam, damals unter dem Namen „Mudcow“. Diese Zusammenarbeit dauerte jedoch nur etwa ein Jahr. Als die Band, zu der noch der Musiker Jamie Bridgman gehörte, auseinanderbrach, entwickelte sich das Projekt „Klaatu“. Terry Brown arbeitete tagsüber in einem Studio in Toronto und nutzte nachts die Räumlichkeiten für Aufnahmen mit Klaatu.

### Erstes Album
Als erstes Stück nahm die Band den Song Anus of Uranus auf. Zusammen mit dem Titel Sub Rosa Subway veröffentlichte die Gruppe ihn 1973 als erste Single in Kanada. Einen nennenswerten Erfolg konnte weder diese noch die folgende Dr. Marvello / For You Girl erzielen. Erst California Jam konnte bei einigen Radiostationen kleinere Erfolge verbuchen. Dadurch wurde das amerikanische Musiklabel Capitol Records auf die Band aufmerksam. Für das erste Album 3:47 EST griff man auch auf Stücke aus der Frühzeit der Gruppe zurück, darunter der Hit Calling Occupants of Interplanetary Craft, der ein Jahr später von den Carpenters gecovert wurde und wiederum ein Hit war. Es erschien am 11. August 1976.

#### Das Beatles-Gerücht
Als Klaatu 1976 ihr erstes Album 3:47 EST veröffentlicht hatte, während der Aufnahmen zu ihrer zweiten Platte Hope, kamen Gerüchte auf, bei der Band handele sich um ein geheimes Projekt der Beatles. Der US-amerikanische Journalist Steve Smith schrieb in einer in Providence (Rhode Island) erscheinenden Zeitung, bei Klaatu handele es sich um die Beatles. Er stellte hierbei die These auf, Klaatu seien entweder die Beatles selbst oder die Beatles und befreundete Musiker. In den folgenden Tagen verbreitete sich diese Meldung weltweit.
Diverse Anhaltspunkte sprachen mutmaßlich für diese Theorie (Auswahl): Zunächst die Ähnlichkeiten im Sound – besonders auffällig beim Titel Sub-Rosa Subway. Die Stimme des Sängers John Woloschuk erinnerte an die Paul McCartneys. Ferner fehlten jegliche Informationen zu den Musikern auf dem Albumcover. Auch der Bandname Klaatu heizte Spekulationen an: Klaatu ist eine Figur aus dem Science-Fiction-Spielfilm Der Tag, an dem die Erde stillstand, auf den das Coverfoto von Ex-Beatle Ringo Starrs Album Goodnight Vienna deutlich Bezug nahm. Hinzu kam, dass die Platte bei Capitol Records, dem US-amerikanischen Label der Beatles, erschienen war. Jemand meinte zu wissen, dass es sich um vier Bandmitglieder handelt, was manchen überzeugte. Oder dass die Worte Klaatu und Beatles dieselbe Anzahl an Vokalen haben. Zeitungen widmeten dem Thema ganzseitige Artikel.
Die einzelnen Mitglieder der Beatles schwiegen zu den Gerüchten. Klaatu profitierte stark von der Aufregung um das Album. Allein in den USA wurden mehr als 300.000 Exemplare verkauft. Dies reichte für elf Wochen und Platz 32 als Höchstnotierung in den Billboard Charts. Die gleichzeitig erschienene Single Sub-Rosa Subway hielt sich sechs Wochen in der Hitparade, konnte jedoch nur Platz 62 erreichen.

### Zweites Album
Die Band entschied sich, über ihre Identität weiterhin Stillschweigen zu bewahren und den Erfolg für das zweite Album zu nutzen, denn durch die plötzliche Bekanntheit wegen des Beatles-Gerüchts war Geld vorhanden, um ihr zweites Album Hope noch während der Produktion zu überarbeiten. Von Juni 1976 bis Juni 1977 widmeten sie sich den Aufnahmen. Das Album, das Einspielungen vom London Philharmonic Orchestra hat, beginnt mit dem Quietschen einer Maus.
Im September 1977 erschien Hope, das zweite Album der Gruppe. Es war als Konzeptalbum angelegt, das die faschistische Diktatur auf einem fremden Planeten schildern wollte. Von Angaben zur Gruppe oder Komponisten wurde wie beim Debütalbum abgesehen. Das Cover war, wie beim ersten Album, von Ted Jones gestaltet worden. Die Platte erinnerte „Beatleskenner“ an die Beatles-Alben Sgt. Pepper’s Lonely Hearts Club Band und Abbey Road. In einer Werbung für Hope wurde direkt auf das Beatles-Gerücht angespielt:

“Klaatu is an English Band from Birmingham, England. Klaatu is four well known musicians attempting to wrap their collaborative work together in a cloak of secrecy.”

„Klaatu ist eine englische Band aus Birmingham, England. Klaatu sind vier bekannte Musiker, die versuchen ihre gemeinschaftliche Arbeit in einen Mantel der Heimlichkeiten zu hüllen.“

Hope blieb sieben Wochen in den Top 100 mit Platz 83 als Höchstplatzierung. Das Album erhielt den Canadian Music Critics Award in der Kategorie Bestes Album 1977. Zusätzlich den Juno Award in der Kategorie Best Engineered Album für den Produzenten Terry Brown.

### Drittes Album
Für das Album Sir Army Suit war die Band von August 1977 bis Mai 1978 im Studio. Ihr vorheriger Produzent Terry Brown war dieses Mal nicht verfügbar, woraufhin Dee Long diese Rolle übernahm. Anstelle des Angebots, die Geschichte von Hope zu verfilmen, entschied sich die Band, ein Video zum Titel A Routine Day zu produzieren. Im August 1978 erschien Sir Army Suit, die dritte Langspielplatte der Gruppe. Klaatu vollzog den Wechsel von Progressive Rock zur Popmusik. Es wurde auf die Angabe zu Musikern, Produzenten und Komponisten verzichtet. Das Beatles-Gerücht wurde weiterhin genährt. Im Spielfilm How I Won the War (1966), hatte John Lennon eine Nebenrolle mit dem Satz: “Could Sir Army Suit be a reference to this film?” Doch die Spekulationen flauten ab. Die Band zeigte sich versteckt im Artwork des Albums: Unter den Personen, die auf der Cover-Rückseite eine Menschengruppe anführen, befinden sich (namentlich noch nicht genannt) John Woloschuk, Terry Draper und Dee Long, dahinter eine Frau mit Kopftuch, die sich bei näherem Betrachten als Königin Elisabeth II. entpuppt.
Das Album konnte keine Platzierung in den Billboard 100 Charts erreichen.

### Viertes Album
Nach dem Misserfolg von Sir Army Suit wollte die Plattenfirma mehr Einfluss auf die Produktion gewinnen. Für das nächste Album Endangered Species wurden der Produzent Christopher Bond und Studiomusiker engagiert. Die Produktionsphase betrug vier Monate, bis Dezember 1979. Es heißt, dass die Band ihre eigenen Ideen nur begrenzt habe einbringen können. Im Juni 1980 erschien die LP. Die Band betrachtet es als das Album, das am stärksten Rock-’n’-Roll orientiert sei. Auf dieser Platte geht es inhaltlich um die bedrohte Umwelt. Die Bandmitglieder richten sich auf dem Slipcover mit einer Botschaft an ihre Fans, in der sie diese aufforderten, sich aktiv für Naturschutz einzusetzen. Diese Aufforderung war von den Bandmitglieder namentlich unterzeichnet. Das Rätsel um die Musiker war damit gelöst.
Das Album erreichte keine Hitparadenplatzierung in den Top 100.

### Fünftes Album
Capitol Records hatte aufgrund der beiden Misserfolge das Interesse an der Band zunächst verloren. Im Frühjahr 1981 bot die Plattenfirma der Band einen neuen Vertrag an. Im Oktober 1981 erschien das neue Album namens Magentalane. Auf der Innenseite der Hülle waren Fotos der drei Musiker von Klaatu abgebildet. Vom 10. bis 24. November 1981 spielte Klaatu in Kanada zehn Konzerte im Vorprogramm der Band Prism. Für die Bühnenauftritte engagierten sie noch drei weitere Musiker: Gary McCracken (Max Webster) am Schlagzeug, Mike Gingrich am Bass und Gerald O’Brien am Keyboard.
Das Album erschien in Kanada und verkaufte sich besser als seine beiden Vorgänger, konnte jedoch nicht an die ersten Erfolge anschließen.
Dee Long verließ die Gruppe zu Beginn des Jahres 1982. Nach einer weiteren Tournee mit Sessionmusikern lösten Draper und Woloschuk die Band im selben Jahr auf. Capitol Records veröffentlichte zur Tournee 1982 noch den Sampler Klaasic Klaatu, der 1993 in erweiterter Version als CD Peaks herausgebracht wurde.

### Wiedervereinigung und Auflösung
1988 kam es zu einer Wiedervereinigung der Band. Für die ARD-Krimiserie Tatort nahmen sie für die Folge Tödlicher Treff des SDR das neue Stück Woman auf. Das Lied wurde von Paul Vincent Gunia geschrieben. Die Aufnahme war von Klaatu produziert für den Bavaria Sonor Musikverlag. Veröffentlicht wurde es bei Polydor Records in Deutschland. Insgesamt wurden drei Versionen veröffentlicht, neben der regulären noch eine Instrumental- und eine Filmversion.
Der Titel hatte keinen Erfolg in der deutschen Hitparade, so dass Klaatu sich erneut auflöste. Außer zum Klaatu Kon 2005 – World Contact Day kam die Band nie wieder zusammen.
Am 15. Mai 2025 ist Terry Draper im Alter von 73 Jahren verstorben.

## Diskografie

### Studioalben
- 3:47 EST (1976)
- Hope (1977)
- Sir Army Suit (1978)
- Endangered Species (1980)
- Magentalane (1981)

### Kompilationen
- Klaasic Klaatu (1982)
- Peaks (1993)
- Sun Set: 1973–1981 (2005)
- Raarities (2005)
- Solology (2009)

### Tributealbum
- Around the Universe in 80 Minutes